# Henche (kommunhuvudort)
Henche är en kommunhuvudort i Spanien.   Den ligger i provinsen Provincia de Guadalajara och regionen Kastilien-La Mancha, i den centrala delen av landet, 90 km öster om huvudstaden Madrid. Henche ligger 827 meter över havet och antalet invånare är 119.
Terrängen runt Henche är platt norrut, men söderut är den kuperad. Runt Henche är det mycket glesbefolkat, med 7 invånare per kvadratkilometer. Närmaste större samhälle är Trillo, 9,8 km öster om Henche. Omgivningarna runt Henche är i huvudsak ett öppet busklandskap.